# Pinkfloydia
Genre
Pinkfloydia est un genre d'araignées aranéomorphes de la famille des Tetragnathidae.

## Distribution
Les espèces de ce genre sont endémiques d'Australie.

## Liste des espèces
Selon World Spider Catalog (version 20.0, 06/06/2019) :
- Pinkfloydia harveyi Dimitrov & Hormiga, 2011
- Pinkfloydia rixi Hormiga, 2017

## Étymologie
Ce genre est nommé en l'honneur du groupe Pink Floyd.

## Publication originale
- Dimitrov & Hormiga, 2011 : An extraordinary new genus of spiders from Western Australia with an expanded hypothesis on the phylogeny of Tetragnathidae (Araneae). Zoological Journal of the Linnean Society, vol. 161, no 4, p. 735-768 (texte intégral).